# (35141) 1992 SH1
1992 أس إتش 1 (ويعرف أيضًا باسم (35141) 1992 أس إتش 1 وفق تسمية الكوكب الصغير) (بالإنجليزية: 1992 SH1)‏ هو كويكب ضمن حزام الكويكبات؛ وترتيبه 35141 من حيث الاكتشاف.
اكتُشف هذا الجُرم الفلكي بواسطة Kin Endate ‏ في 23 سبتمبر 1992.

## وصلات خارجية
- (35141) 1992 SH1 في قاعدة بيانات مختبر الدفع النفاث لأجرام النظام الشمسي الصغيرة

- الاكتشاف · مخطط المدار ·  العناصر المدارية · المعلمات المادية

- (35141) 1992 SH1 على موقع ويكي سكاي: DSS2, SDSS, GALEX, IRAS, Hydrogen α, X-Ray, Astrophoto, Sky Map, Articles and images